# USNS Mercy (T-AH-19)
El USNS Mercy (T-AH-19) es un barco hospital estadounidense, es el buque líder de la clase Mercy y el tercer buque de la Armada de los Estados Unidos en recibir el nombre Mercy.

## Historial

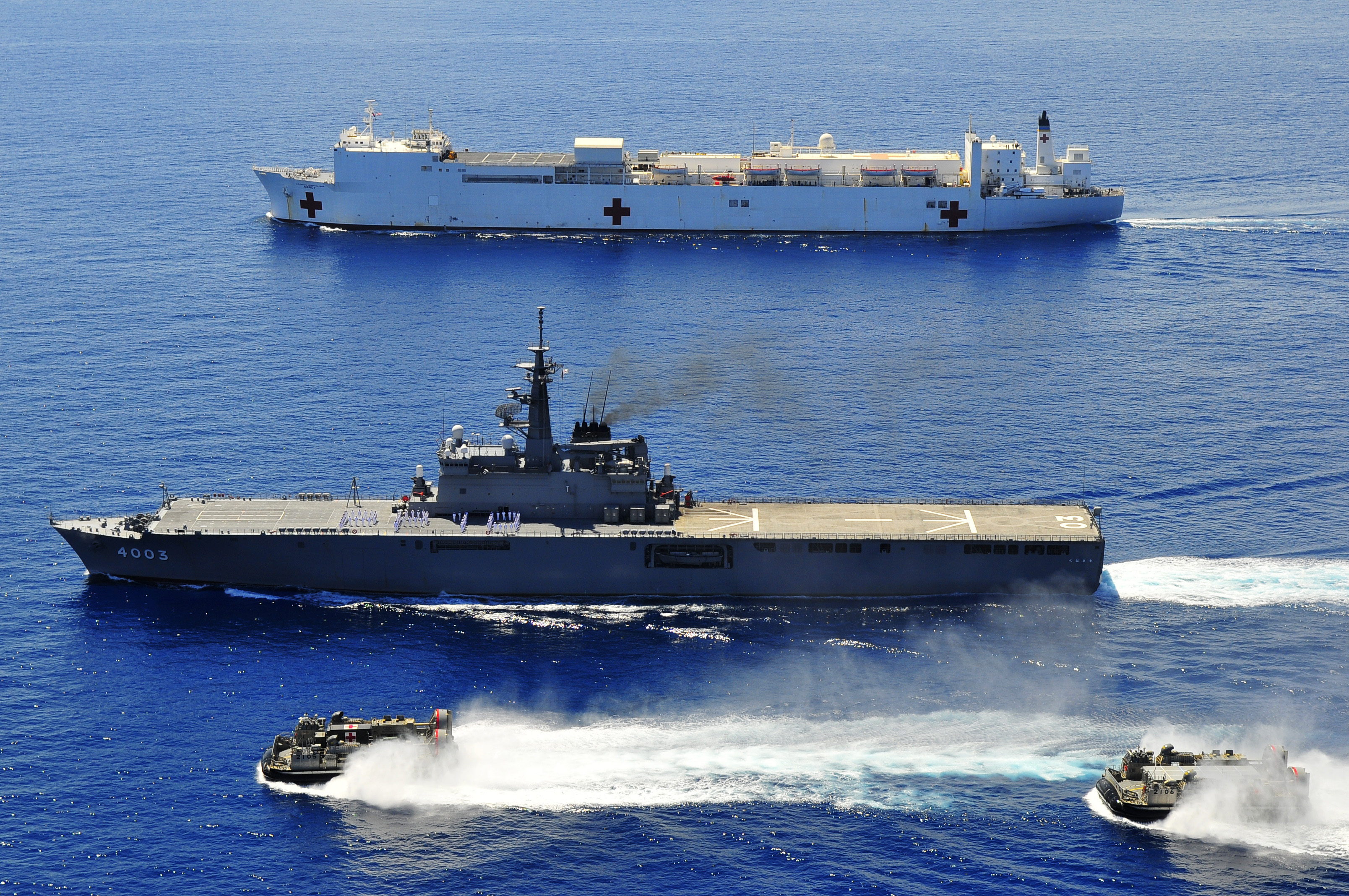
El buque hospital del Comando de Transporte Marítimo Militar USNS Mercy (T-AH 19).

En 1976, fue construido como buque petrolero por la National Steel and Shipbuilding Company en San Diego (California). En julio de 1984, fue adquirido por la Armada de los Estados unidos y su nombre también fue cambiado de SS Worth a USNS Mercy.
Su principal objetivo es proporcionar servicios médicos y brindar apoyo a las Fuerzas Armadas de los Estados Unidos y otras causas.